# NGC 7244
NGC 7244 (również PGC 68468) – galaktyka spiralna (Sc), znajdująca się w gwiazdozbiorze Pegaza. Odkrył ją Édouard Jean-Marie Stephan 6 września 1872 roku.
W galaktyce tej zaobserwowano supernową SN 2009hy.